# Cañada de Cisneros
Cañada de Cisneros är en ort i Mexiko, tillhörande kommunen Tepotzotlán i delstaten Mexiko. Cañada de Cisneros ligger i den centrala delen av landet och tillhör Mexico Citys storstadsområde. Orten hade 3 369 invånare vid folkräkningen 2010.